# Mar dos Sargaços
Mar dos Sargaços em destaque.
Mar de Sargaços ou mar dos Sargaços é uma região alongada no meio do Atlântico Norte, cercado por correntes oceânicas. A oeste, é limitado pela corrente do Golfo; ao norte, é circundado pela Corrente do Atlântico Norte; pelo leste, é limitado pela Corrente das Canárias; e ao sul é circundado pela Corrente Equatorial do Atlântico Norte. Tem cerca de 1 100 km de largura e 3 200 km de comprimento e se estende de cerca de 70° oeste a 40° oeste, e de 25° norte a 35° norte, entre a América do Norte e a Europa. As Bermudas estão localizadas perto da orla ocidental do mar. Como não é delimitado por bordas continentais terrestres, Sargaços é o único mar da Terra que não tem litoral.

## Limites
O mar dos Sargaços é limitado, a oeste, pela Corrente do Golfo; ao norte, pela Corrente do Atlântico Norte; a leste, pela Corrente das Canárias e, ao sul, pela Corrente Equatorial do Atlântico Norte — as quatro juntas formando um sistema de correntes oceânicas que circula em sentido horário, sendo chamado Giro do Atlântico Norte.
Está situado entre 20° e 35° N e 40° e 70° W e tem aproximadamente 1 100 km (590 nmi) de largura por 3 200 km (1 700 nmi) de comprimento. Bermuda fica perto da margem ocidental do mar.
Como o mar dos Sargaços é delimitado por correntes oceânicas, suas fronteiras exatas podem mudar. A Corrente das Canárias, em particular, é muito variável e, com frequência, a linha utilizada é a que fica a oeste da Dorsal Mesoatlântica. Um relatório de 2011 baseou os limites do mar em diversas variáveis, incluindo correntes, presença de algas marinhas e a topografia do fundo do oceano, e determinou que os limites específicos do mar estavam "entre 22° e 38° N, 76° e 43° O e centrados em 30° N e 60° O", totalizando cerca de 4 163 499 km².

## Histórico
Os marujos portugueses estiveram entre os primeiros descobridores da região, no século XV. Cristóvão Colombo e seus homens também se depararam com o mar de Sargaços e fizeram relatos sobre a grande quantidade de algas em sua superfície, quando cruzaram o Atlântico rumo à América em 1492. O navegador cartaginês Himilco já havia feito descrições similares após cruzar as Colunas de Hércules:
"Muitas algas crescem em meio às ondas, as quais retardam o navio como se fossem arbustos (...) Aqui, as bestas marinhas movem-se vagarosamente de um lado para o outro, e grandes monstros nadam languidamente entre os navios que se arrastam" (Avieno).
Devido à sua proximidade com as Bermudas (e, consequentemente, com o Triângulo das Bermudas), ao mar dos Sargaços são creditados alguns dos estranhos desaparecimentos ali ocorridos. O estigma é reforçado pelas eventuais ausências de vento e pela possibilidade de as embarcações encalharem, ao se enredarem nos sargaços. Por tudo isso, a partir dos anos 1950, o local passou a ser referido pela imprensa sensacionalista como "Cemitério do Atlântico", "Triângulo do Diabo" ou "Triângulo da Morte". Mas, enquanto o Triângulo das Bermudas é uma espécie de lenda urbana, as ameaças aos ecossistemas do mar dos Sargaços são bem reais.

## Ecologia

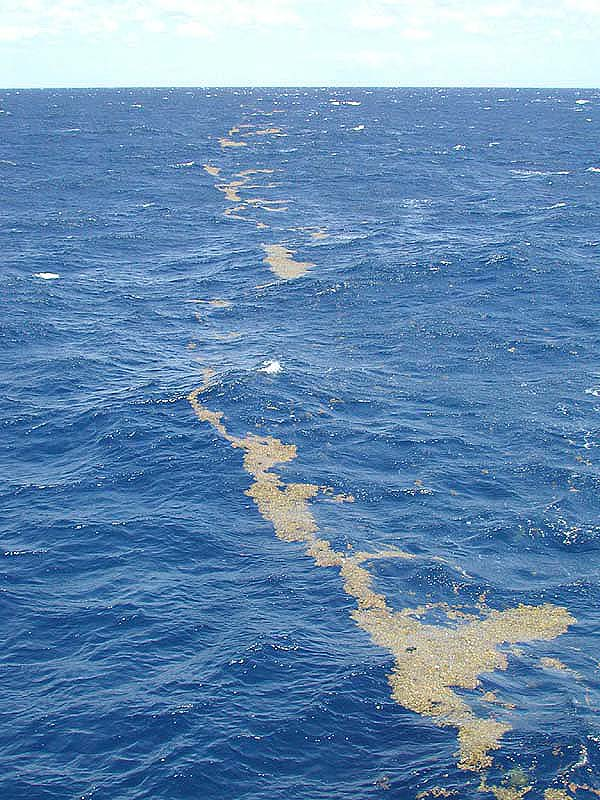
Sargaços flutuantes no Mar dos Sargaços.

O mar dos Sargaços tem águas quentes (atingindo mais de 28°C), elevado índice de salinidade (superior a 37 ppm) e é frequentemente considerado como sem vida. No entanto, é o habitat de várias algas do gênero Sargassum, crustáceos e peixes, como o peixe-voador. As algas flutuam em massa na superfície, constituindo-se como "ilhas" ou "campos" de vegetação marinha.
É o lar de algas marinhas do gênero Sargassum, que flutuam em massa na superfície. O Grande Cinturão de Sargaços do Atlântico é a maior massa desse tipo no mundo. As massas de sargaço geralmente não são uma ameaça para a navegação, e os incidentes históricos de navios à vela que ficaram presos nelas se devem aos ventos frequentemente calmos das latitudes dos cavalos.
O mar dos Sargaços desempenha um papel importante na migração de espécies de catádromos, como a enguia-europeia, a enguia-americana e o congro-americano. As larvas dessas espécies eclodem no mar e, à medida que crescem, viajam para a Europa ou para a costa leste da América do Norte. Mais tarde, a enguia madura migra de volta para o mar dos Sargaços para desovar. Acredita-se também que, após a eclosão dos ovos, as jovens tartarugas-marinhas usam as correntes, tais como a Corrente do Golfo, para viajar até o mar dos Sargaços, onde usam o sargaço para se proteger de predadores até a maturidade. O peixe-sargaço é uma espécie de peixe-sapo especialmente adaptada para se misturar entre as algas marinhas Sargassum. Milhões de bebês de enguia-europeia nascem lá e depois realizam uma jornada épica de três anos, para voltar ao Reino Unido. Muitas espécies de aves marinhas também sobrevoam o mar dos Sargaços e se alimentam nessa vasta extensão de mar aberto, a caminho da Grã-Bretanha.
No início dos anos 2000, o mar dos Sargaços foi incluído na amostragem da Global Ocean Sampling Expedition (GOS), um projeto de exploração oceânica cujo objetivo é avaliar a diversidade genética em comunidades microbianas marinhas e compreender sua função nos processos fundamentais da natureza, por meio da metagenômica. Ao contrário das teorias anteriores, os resultados indicaram que a área tem uma grande variedade de vida procarionte.
O sargaço é um tipo de macroalga. Como todas as algas, produz oxigênio. Com base em medições da produção de oxigênio feitas em 1975 e em estimativas da massa total de sargaços no mar, pode-se calcular que o mar dos Sargaços pode produzir 2,2 bilhões de litros de O₂ por hora. Isso o torna uma parte muito importante da ecologia global.

### Ameaças
O Mar dos Sargaços, como muitos ecossistemas oceânicos únicos, encontra-se sob ameaças diversas, tais como a pesca em escala industrial, a poluição por resíduos plásticos, a prospecção de petróleo e a mineração em águas profundas.
Por outro lado, o Tratado Global do Oceano, adotado pelas Nações Unidas em março de 2024, deverá dar aos governos o poder de criar santuários em alto mar, uma vez ratificado na legislação nacional de cada estado-membro. Esses santuários "dariam espaço para a vida marinha se recuperar", segundo o Greenpeace, mediante a implementação de restrições e limites para determinadas atividades.